# ロウランズ (西オーストラリア州)
ロウランズ（英語: Lowlands）は、西オーストラリア州グレート・サザン地域にあるシティ・オブ・オールバニの一地区で、南極海沿岸にある。ウェスト・ケープ・ハウ国立公園の西、ウィルソン入り江の南東に位置する。
ヌンガーのミナンの伝統的な土地にある。